# 240 PLM 4701 à 4982

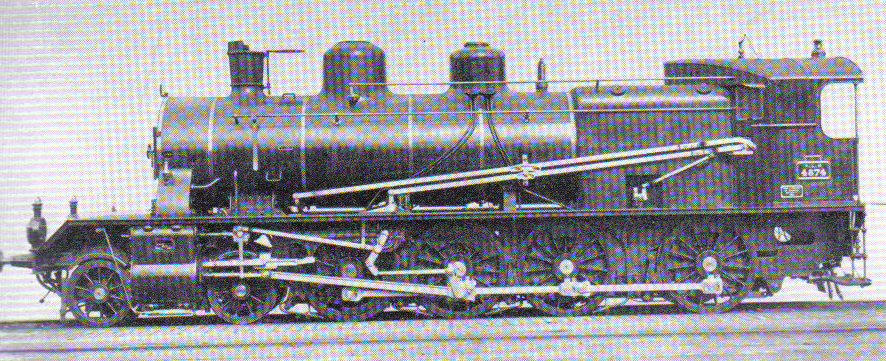
La 240 PLM 4874.

Les 240 PLM 1 à 282 sont des machines Compound de type Twelve wheel, conçues pour tracter des trains de marchandises lourds.
Elles forment une série de 282 machines et sont numérotées au PLM 4701 à 4982, puis 240 A 1 à 282 en 1925, et enfin 5-240 A 1 à 282 à la SNCF. Ces machines ont assuré les trains de la ligne des Cévennes. Elles disparaîtront en 1952.

## Construction
La construction de ces machines s'étale de 1907 à 1910. Elle est assurée par des firmes françaises (Franco-Belge, SFCM, Schneider et Cie, Batignolles), ainsi que par les ateliers d'Arles et Oullins.

## Caractéristiques

### Machines
- Surface de grille : 3,08 m2
- Surface de chauffe : 175,47 m2 (avec surchauffeur), 239,64 m2 (sans)
- Surface de surchauffe : 65,17 m2
- Nombre d'éléments : ?
- Nombre de cylindres : 3
- Diamètre cylindres HP : 380 mm
- Course cylindres HP : 650 mm
- Diamètre cylindres BP : 600 mm
- Course cylindres BP : 650 mm
- Pression de la chaudière : 16 kg/cm2
- Diamètre des roues motrices : 1 500 mm
- Diamètre des roues du bissel : 1 000 mm
- Masse à vide : 69,14 tonnes
- Masse en ordre de marche : 78,080 tonnes (avec surchauffeur), 76,920 tonnes (sans)
- Masse adhérente : 60,720 tonnes (avec surchauffeur), 63,600 tonnes (sans)[1]
- Longueur hors tout de la locomotive seule : 12,945 m
- Puissance maximum indiquée : ? kW
- Puissance maximum à la jante : ? kW
- Puissance maximum au crochet : 1110 kW
- Effort de traction maximum : ? kN
- Vitesse maxi en service : 85 km/h

### Tenders
Les tenders étaient de 16 m3 ou 20 m3.
Tender 16 m3 :
- Tare du tender : ? tonnes
- Capacité en eau : 16 m3
- Capacité en charbon : ? tonnes
- Masse du tender en ordre de marche : ? t
- Masse totale locomotive + tender : ? t
- Longueur du tender : ? m
- Longueur totale locomotive + tender : ? m

Tender 20 m3 :
- Tare du tender : ? tonnes
- Capacité en eau : 20 m3
- Capacité en charbon : ? tonnes
- Masse du tender en ordre de marche : ? t
- Masse totale locomotive + tender : ? t
- Longueur du tender : ? m
- Longueur totale locomotive + tender : 19,895 m

## Modélisme
Les 5-240 A ont été reproduites à l'échelle HO par l'artisan Loco-Diffusion. Il s'agit d'un kit à monter principalement en laiton.